# 奥伯恩艾森
奥伯恩艾森是德国莱茵兰-普法尔茨州的一个市镇。总面积4.54平方公里，总人口732人，其中男性383人，女性349人（2011年12月31日），人口密度161人/平方公里。